# Vamps – Dating mit Biss
Vamps – Dating mit Biss (Originaltitel: Vamps) ist eine US-amerikanische Filmkomödie aus dem Jahre 2012 von Amy Heckerling. In den Hauptrollen sind Alicia Silverstone, Krysten Ritter und Sigourney Weaver als Vampirinnen zu sehen.

## Handlung
Stacy und Goody sind zwei Vampire, die in New York City leben. Goody wurde im Jahre 1841 von der Vampirkönigin Ciccerus in einen Vampir verwandelt. Sie kämpfte mit ihrem Leben als Vampir, bis Stacy durch Ciccerus in den frühen 1990er Jahren ebenfalls verwandelt wurde und sich die beiden anfreundeten. Beide ernähren sich von Rattenblut.
Eines Tages läuft Goody ihrem Exfreund Danny, den sie seit den 1960er Jahren nicht mehr gesehen hat, über den Weg. Als Danny erfährt, dass Goody ein Vampir ist, kann sie ihm endlich erklären, warum sie ihn damals verlassen hat, denn sie wollte ihm nicht im Weg stehen, ein Leben mit jemandem aufzubauen. Diese Begegnung lässt Goody einmal mehr spüren, wie sehr sie mit ihrem Leben als Vampir hadert.
Unterdessen beginnt Stacy eine Beziehung mit dem College-Studenten Joey. Schon bald erfährt sie, dass Joey der Sohn des berüchtigten Vampirjägers Dr. Van Helsing ist, der auf der Jagd nach Vampirkönigin Ciccerus ist. Als Joey erfährt, dass Stacy ein Vampir ist, möchte er dennoch an der Beziehung festhalten – und schließlich wird Stacy schwanger. Goody erklärt ihr, dass das Baby der beiden nur dann überleben kann, wenn Stacy wieder ein Mensch wird.
Goody weiß, dass das Vernichten des Vampirs, der sie erschaffen hat, sie wieder zu einem Mensch werden und sie zu ihrem eigentlichen Alter zurückkehren lassen würde. So beschließt sie, ihr Vampir-Leben zugunsten Stacys Schwangerschaft aufzugeben, und bittet Dr. Van Helsing um Hilfe bei der Tötung von Ciccerus. Nach einem Kampf gelingt es ihnen, die Vampirkönigin zu töten. Stacy und Goody, nun wieder menschlich, altern sofort zu ihrem eigentlichen Alter. Goody wäre als Mensch bereits verstorben, sodass sie nur noch wenige Augenblicke in ihrer neuen Gestalt zu leben hat. Joey und Stacy begleiten sie zum Times Square, wo Goody sich nochmals an ihr Leben erinnert. Als die Sonne aufgeht, zerfällt sie zu Asche.
Ein paar Jahre später sieht man Stacy und Joey im Haus von Dr. Van Helsing mit ihrer Tochter, die sie nach Goody benannt haben. Als Van Helsing mit seiner Enkelin spielt, bemerkt er, dass das kleine Mädchen Vampir-Eckzähne hat.

## Hintergrund
Regisseurin Amy Heckerling sowie die Darsteller Alicia Silverstone und Wallace Shawn arbeiteten bereits 1995 für die Filmkomödie Clueless – Was sonst! zusammen.
Die Dreharbeiten fanden bereits im Jahr 2010 statt, der Film wurde aber erst am 2. November 2012 in den amerikanischen Kinos limitiert veröffentlicht. In Deutschland feierte der Film am 25. August 2012 beim Fantasy Filmfest Premiere und wurde am 26. April 2013 direkt auf DVD und Blu-ray veröffentlicht.